# Navarretia heterandra
Navarretia heterandra är en blågullsväxtart som beskrevs av Mason. Navarretia heterandra ingår i släktet navarretior, och familjen blågullsväxter. Inga underarter finns listade i Catalogue of Life.